# Ballade de la reine morte d'aimer
Ballade de la reine morte d'aimer est une mélodie pour voix et piano de Maurice Ravel composée en 1893, sur un texte de Roland de Marès.

## Présentation
La mélodie Ballade de la reine morte d'aimer est l'une des premières compositions de Maurice Ravel, écrite en 1893.
Elle est composée d'après un poème du journaliste belge Roland de Marès (1874-1955) extrait des Ariettes douloureuses, « pièce dans le goût préraphaélite  ». Le titre original du poème, Ballade de la Reine de Bohême, est changé par Ravel en Ballade de la reine morte d'aimer.
La partition, empreinte de l'influence d'Erik Satie,, n'est pas publiée du vivant du compositeur mais en 1975, par Salabert.
Dans le catalogue des œuvres de Ravel établi par Marcel Marnat, la pièce porte le numéro M 4.

## Analyse
Ballade de la reine morte d'aimer utilise généreusement des harmonies modales. La mélodie s'ouvre en mode dorien et s'installe sur la durée en si naturel.
Une autre caractéristique remarquable est sa construction autour des sonorités de cloche. La musicologue Bénédicte Palaux Simonnet constate ainsi que « dès les premiers sons confiés à une cloche, l'ingéniosité du compositeur s'impose. La narration se spatialise entre ligne vocale dépouillée et battement d'airain du piano. Puis, l'antagonisme trouve sa résolution dans l'envol de cloches et clochettes de Thulé : la Reine est passée du monde mortel à l'infini sonore ».
L'attrait pour les sonorités de cloche est une constante chez Ravel, des exemples futurs résonnant notamment dans Entre cloches (des Sites auriculaires), La Vallée des cloches (des Miroirs) ou Gibet (de Gaspard de la nuit).
Pour Palaux Simonnet, avec la Ballade de la reine morte d'aimer, c'est déjà « tout le futur vocal du musicien qui se révèle ici en vraie grandeur ».
La durée moyenne d'exécution de la mélodie est de cinq minutes environ.

## Discographie
- Maurice Ravel : The Complete Works, CD 13, par Mady Mesplé (soprano) et Dalton Baldwin (piano), Warner Classics 0190295283261, 2020.
- Ravel : Complete Mélodies, CD 1, par Monica Piccinini (soprano) et Filippo Farinelli (piano), Brilliant Classics 94743, 2015.
- Ravel : Complete Songs for Voice and Piano, CD 2, par Inva Mula (soprano) et David Abramovitz (piano), Naxos 8.554176-77, 2003.

### Écrits de Maurice Ravel
- Maurice Ravel, L'intégrale : Correspondance (1895-1937), écrits et entretiens : édition établie, présentée et annotée par Manuel Cornejo, Paris, Le Passeur Éditeur, 2018, 1769 p. (ISBN 978-2-36890-577-7 et 2-36890-577-4, BNF 45607052).

### Monographies
- Vladimir Jankélévitch (préf. Alexandre Tharaud), Ravel, Paris, Seuil, coll. « Points », 2018 (1re éd. 1956) (ISBN 978-2-7578-7445-5). Réédition d'un livre d'abord paru en 1937 aux éditions Rieder
- Marcel Marnat, Maurice Ravel, Paris, Fayard, coll. « Les indispensables de la musique », 1986, 828 p. (ISBN 2-213-01685-2, BNF 43135722).
- Christian Goubault, Maurice Ravel : le jardin féerique, Paris, Minerve, 2004, 357 p. (ISBN 2-86931-109-5, BNF 39264179).
- Bénédicte Palaux Simonnet, Maurice Ravel, Paris, Bleu Nuit éditeur, coll. « Horizons » (no 71), 2020, 176 p. (ISBN 978-2-35884-085-9).

### Articles et chapitres de livres
- René Chalupt, « Maurice Ravel et les prétextes littéraires de sa musique », La Revue musicale, no 6,‎ 1er avril 1925, p. 65-74 (lire en ligne, consulté le 27 mai 2022).
- Marie-Claire Beltrando-Patier, « Maurice Ravel », dans Brigitte François-Sappey et Gilles Cantagrel (dir.), Guide de la mélodie et du lied, Paris, Fayard, coll. « Les Indispensables de la musique », 1994, 916 p. (ISBN 2-213-59210-1).